# STS-134
|  | Denne artikel handler om en mission i rumfærge-programmet. For informationer om programmet se rumfærge-programmet. |
STS-134 (Space Transportation System-134) var rumfærgen Endeavours 25. og sidste rummission og blev opsendt d. 16. maj 2011 klokken 12:56 UTC. STS-134 er NASA's 134. rumfærgeopsendelse og den 132. landing.
Endeavour medbragte forsyninger med EXPRESS Logistics Carrier 3 (ELC3) modulet og instrumentet Alpha Magnetic Spectrometer (AMS-2) til Den Internationale Rumstation (ISS). Fire rumvandringer på i alt 28 timer og 44 minutter blev udført til vedligeholdelse af rumstationen.
Det var den 12. gang at Endeavour blev koblet til ISS. Derudover har Endeavour været koblet til den tidligere russiske rumstation Mir én gang (STS-89). Rumfærgerne vil med denne mission have besøgt ISS i alt 36 gange.

## Besætning
- Mark Kelly* (kaptajn)
- Gregory Johnson (pilot)
- Michael Fincke (1. missionsspecialist)
- Roberto Vittori (2. missionsspecialist)
- Andrew Feustel (3. missionsspecialist)
- Gregory Chamitoff (4. missionsspecialist)

Frederick W. Sturckow var midlertidig kaptajn for STS-134 under træningen, da Mark Kellys kone, kongresmedlemmet Gabrielle Giffords, blev hårdt såret ved skuddramaet d. 8. jan. 2011 i Tucson.

## Missionen
Endeavour skulle være opsendt fredag d. 29. april 2011, men en af rumfærgens tre hjælpeaggregater (APU-1, Auxiliary Power Unit) havde en fejl i varmesystemet til hydrazin-tanken. Kontrolboksen der styrer varmelegemet blev udskiftet .
Endeavour blev opsendt d. 16. maj 2011 fra Kennedy Space Center, på vej mod rumstationen blev rumfærgens varmeskjold undersøgt for eventuelle skader. På missionens tredje dag nåede rumfærgen frem til rumstationen og fartøjerne blev koblet sammen  .
Alpha Magnetic Spectrometer (AMS-2), missionens primære nyttelast, blev sat op på rumstationen i løbet af missionens fjerde dag. Alpha Magnetic Spectrometer (AMS-1) blev første gang medbragt på STS-91 .
Turens første rumvandring blev udført af Andrew Feustel og Gregory Chamitoff på missionens femte dag. Rumvandringen varede 6 timer og 19 minutter .
Sjette dag var hviledag, men der blev udført yderligere undersøgelse af rumfærgens varmeskjold. Der var sket skader på varmeskjoldet under opsendelsen som krævede ekstra eftersyn .
Der blev desuden afholdt en mediekonference med Pave Benedikt 16. .
Turens anden rumvandring blev udført af Andrew Feustel og Michael Fincke på missionens syvende dag. Rumvandringen varede 8 timer og 7 minutter . De beskadigede kakler blev efterset og den værste skade var 2,3 cm dyb. Det betyder at den underliggende aluminiumsplade kommer op på 104 °C, hvilket er under de 177 °C der er tilladt. En række bolte svævede væk, da Feustel og Fincke skulle løsne noget isolering for at kunne smøre leddet til solpanelerne.
- Mark Kelly og Greg Johnson
- Andrew Feustel på turens første rumvandring
- Michael Fincke
- En af Endeavours otte beskadigede kakler

Hviledag på ottende-dagen, men med Sojuz TMA-20 frakobling. Paolo Nespoli filmede og fotograferede ISS med Endeavour tilkoblet, da han forlod rumstationen.
Den fjerde rumvandring var den 248. udført af amerikanere, den 159. på rumstationen, og under rumvandringen opnåede man 1.000 timers-milepælen for rumvandringer for at samle rumstationen. Rumfærgens robotarm blev demonteret fra Endeavour til rumstationen. Robotarmen Enhanced International Space Station Boom Assembly kan forlænge rumstationens oprindelige arm Dextre med 50 fod (15,24 m). Denne rumvandring bliver den sidste planlagte for rumfærgeastronauter.
Lugerne mellem ISS og Endeavour blev lukket ved 13-tiden, d. 29. maj, og Endeavour forventes at frakoble ISS klokken 5:55 mandag morgen dansk tid.
Endeavour koblede sig fra ISS og afprøvede STORRM (Sensor Test for Orion Relative-navigation Risk Mitigation). STORRM skal afprøve teknologi beregnet til nye rumfartøjer. Efter at Endeavour havde forladt rumstationen, anvendte den STORRM til at komme så tæt som 290 meter på rumstationen. Derefter forlod Endeavor rumstationen for evigt, for at vende tilbage til Jorden.
Endeavour landede på Kennedy Space Center i Florida klokken 8:35 dansk sommertid d. 1. juni 2011. Endeavour skal derefter udstilles i California Science Center i Los Angeles.
Tidsplan
1. dag – Opsendelse fra KSC 
2. dag – Undersøgelse af varmeskjold 
3. dag – Ankomst og sammenkobling rumfærge/rumstation 
4. dag – Opsætning af AMS-2 
5. dag – Første rumvandring: Andrew Feustel og Gregory Chamitoff 
6. dag – Hviledag 
7. dag – Anden rumvandring: Andrew Feustel og Michael Fincke 
8. dag – Hviledag 
9. dag – Arbejde med anlæg der generer ilt 
10. dag – Tredje rumvandring: Andrew Feustel og Michael Fincke 
11. dag – Arbejde med anlæg der renser luften for CO2. Undersøgelse af varmeskjold og mediekonference 
12. dag – Fjerde rumvandring: Michael Fincke og Gregory Chamitoff 
13. dag – Overførsel af fragt 
14. dag – Mediekonferencer, overførsel af fragt, luge mellem rumfærge og -station lukkes 
15. dag – Frakobling og test af STORRM 
16. dag – Forberedelse til landing 
17. dag – Landing KSC 

### Nyttelast
Alpha Magnetic Spectrometer (AMS-2)
Alpha Magnetic Spectrometer er et instrument der med henblik på at undersøge partikelfysik skal måle kosmisk stråling. Et CERN eksperiment hvis formål er at forstå universets tilblivelse og forsøge at lave præcise målinger af mørkt stof og antistof . AMS-2 skal anbringes på roden af styrbords solcellepaneler.
EXPRESS Logistics Carrier 3 (ELC3)
ExPRESS Logistics Carrier er en container der skal opsættes på rumstationens yderside. Containeren er til opbevaring af reservedele med bl.a. tanke med forskellige gasarter; ilt, nitrogen og ammoniak, samt gyroskoper.
To S-båndantenner
Reservedele til Dextre
(STORRM)
- Alpha Magnetic Spectrometer 2
- ExPRESS Logistics Carrier

Hovedartikler: